# زانویی
به گونه‌ای از قطعات خمیده لوله‌ها و دیگر مجاری صنعتی که خمیدگی آنها به زانوی خمیده انسان شباهت دارد زانویی گفته می‌شود.
زانویی یکی از اجزاء اتصالات لوله‌ای است.

## انواع زانویی
- زانویی صفحه‌دار روپیچ
- زانویی صفحه‌دار توپیچ
- زانویی خاردار کوپلی